# Дабка
Дабка (дабке, дебка) — средиземноморский стиль танца, исполняющийся в Ливане, а также в Сирии, Афганистане, Турции, Ираке, Курдистане и других странах.
Дабки исполняются на праздниках, семейных торжествах, во время проводов на войну и встречая после неё. Обычно исполняется группой мужчин, но может исполняться и женщинами, или смешанной группой.
Мужчины танцуют широкими и резкими движениями, длинными и высокими прыжками. Движения женщин — более скромные.

## Одежда и атрибуты
Особенности костюма для дабки зависят от местности, где она исполнялась.
Мужчины танцуют дабку в шароварах, рубахе и жилетке, а на голове повязан платок, либо тарбуш, обуты в сапоги.
Женщины одеты в юбку, шаровары либо халат; блузку и жилетку или кафтан средней длины. На голове обязателен платок, на ногах — туфли на небольшом каблуке.
В Ливане дабку пастухи исполняют с кнутами, а воины — с кинжалами.
Ведущий (рас) может держать чётки либо платок, утяжелённый грузиком, короткую толстую трость или саблю.

## Происхождение

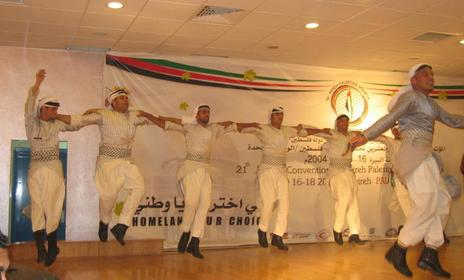
Палестинцы танцуют дабку в Эль-Бира

По одной из них, ливанские крестьяне в древности специально топтали почву в импровизированном танце, чтобы земля стала плодородной.
По другой версии, танец произошёл от утрамбовки глины и соломы под звуки дарбуки и флейты, которой ливанцы покрывали свои дома .

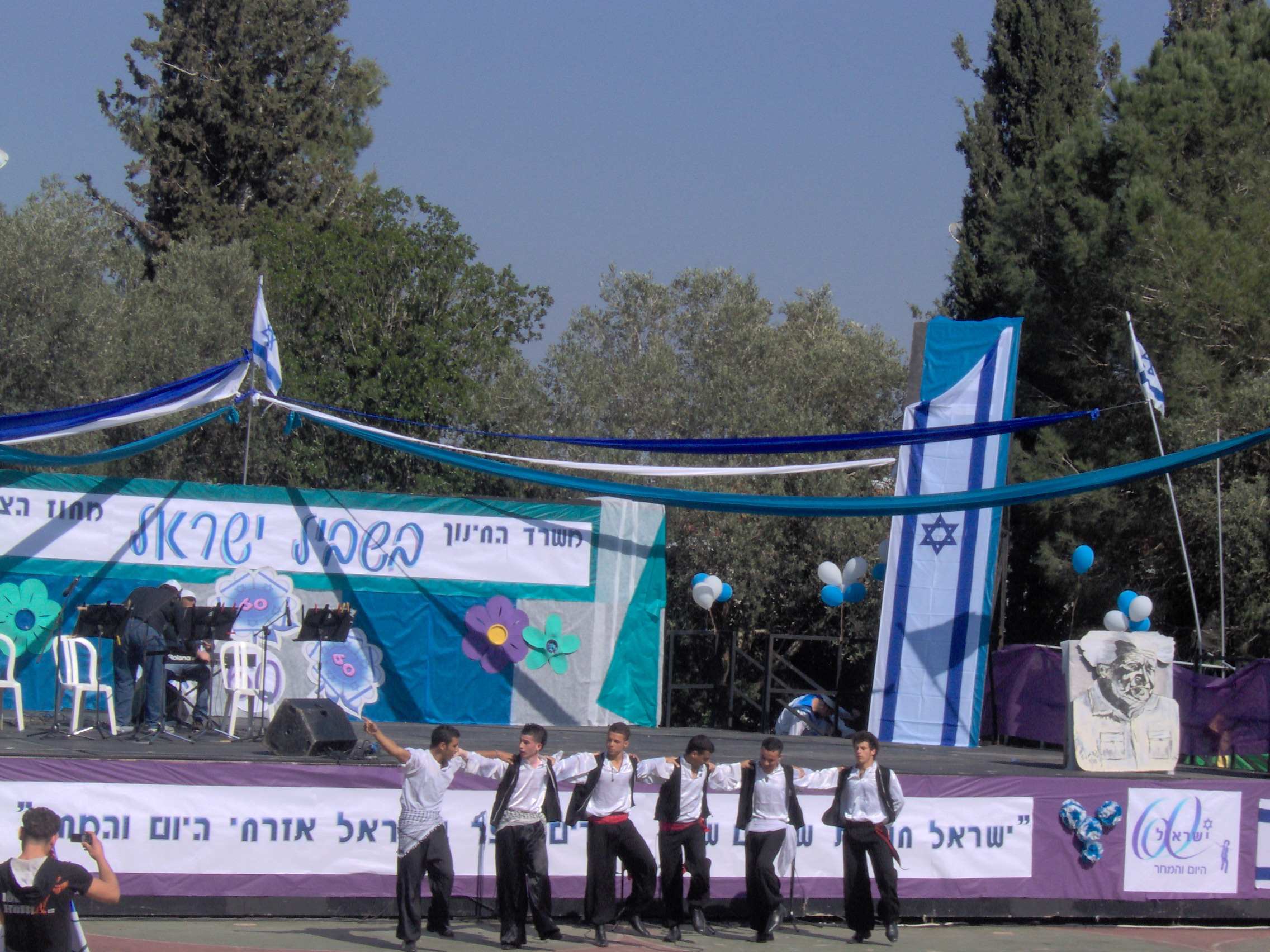
Друзская дабка в Израиле

Согласно одной из легенд, когда на территорию современного Ливана вторглись войска Османской империи, жители танцевали на дорогах, чтобы разбить их и помешать туркам.
По одной из версий, на танец повлияла цыганская культура, которая через турок дошла до арабов.
Прыжки дабке, возможно, произошли от древних ханаанских ритуалов плодородия, связанных с сельским хозяйством, изгнанием злых духов и защитой молодых растений. По словам ливанского историка Юссефа Ибрагима Язбека, дабке происходит от финикийских танцев, которым тысячи лет.

## Название
Возможно, от слова «дабака» (араб. دبكة‎) — топанье ног. По другой версии — от слова «дарбука».

## Музыка
Инструменты: дарбука (табла) — солирующий инструмент, мизмар (народный духовой инструмент), Ребаб (однострунный инструмент).
Песни — о любви и отношениях, иногда — военная тематика.

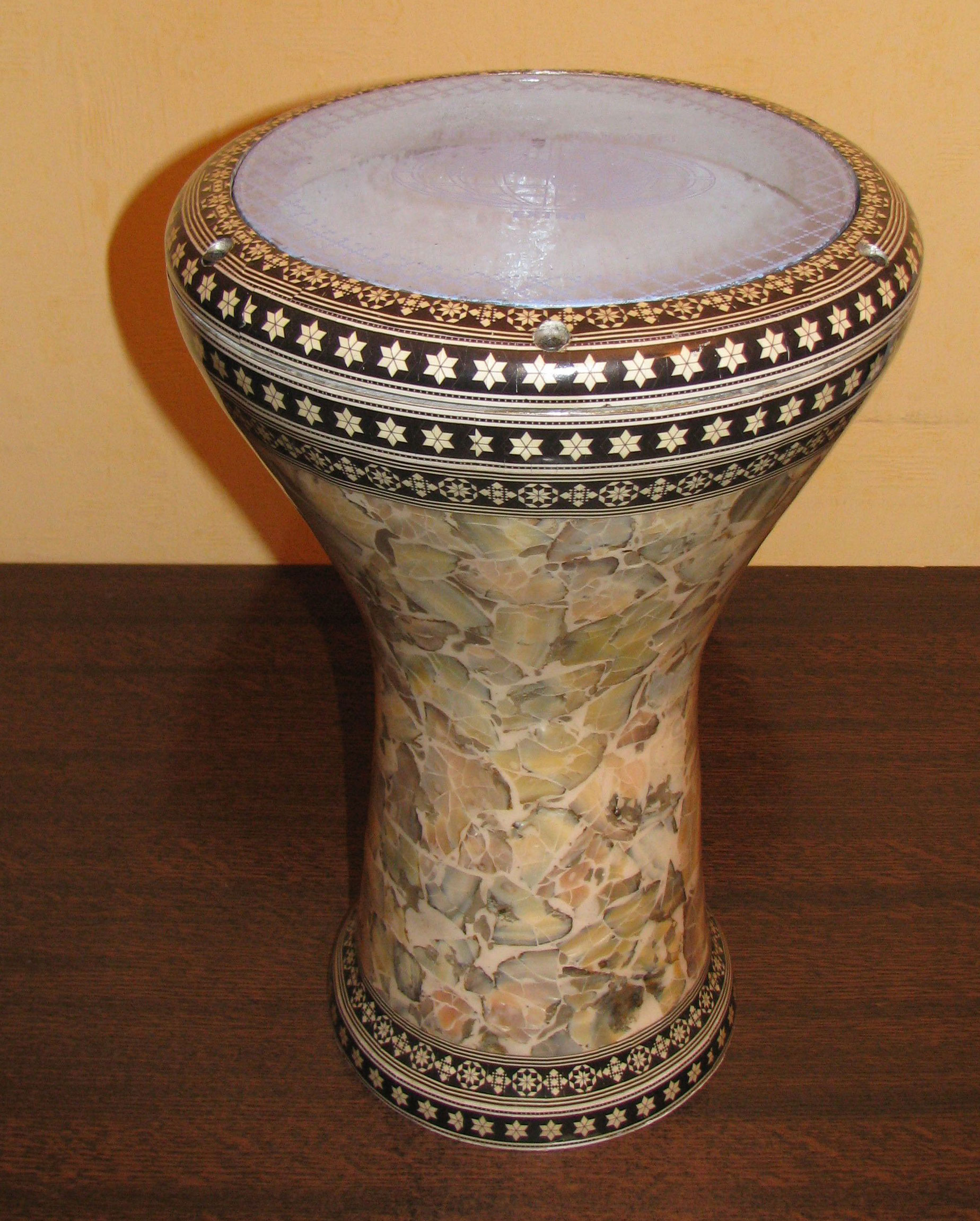
Египетская дарбука

Музыка — быстрая, с размером 4
4 (реже, под турецким влиянием — 3
4). Танец может сопровождаться мужским вокалом.